# Żyła żołądkowo-sieciowa lewa

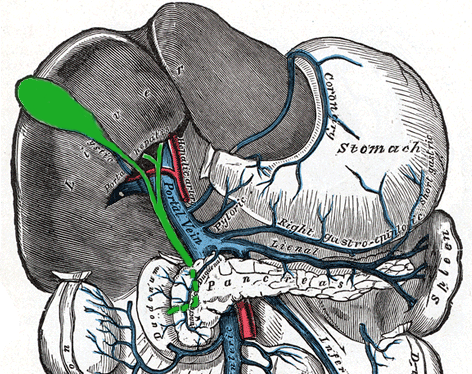
Żyła żołądkowo sieciowa prawa

Żyła żołądkowo-sieciowa lewa (łac. vena gastroomentalis sinistra) – w anatomii człowieka naczynie żylne zbierające krew z przednio-górnej i tylno-dolnej powierzchni żołądka. Powstaje zespalając się na początku z żyłą żołądkowo-sieciową prawą, biegnie z lewej do prawej po krzywiźnie większej żołądka i uchodzi do żyły śledzionowej. 

## Dopływy
- brzeg wklęsły
  - gałązki żołądkowe
- brzeg wypukły
  - gałązki sieciowe

## Zespolenia
Żyła żołądkowo-sieciowa lewa poprzez zespolenie z żyłą żołądkowo-sieciową prawą łączy się z żyłą krezkową górną w obrębie zlewiska żyły wrotnej wątroby.

## Zastawki
Wszystkie żyły układu wrotnego nie mają zastawek, jedynie drobne gałązki mają zastawki bezpośrednio o wyjściu ze ściany narządu, który drenują.